# لانا کلارکسون
لانا کلارکسون (انگلیسی: Lana Clarkson؛ ۵ آوریل ۱۹۶۲ – ۳ فوریهٔ ۲۰۰۳) هنرپیشه اهل ایالات متحده آمریکا بود.

## مرگ
کلارکسون، با شلیک گلوله به دهانش در عمارت ۹ اتاق خوابی متعلق به فیل اسپکتور، تهیه‌کننده موسیقی کشته شد.

## فیلم‌شناسی
- صورت‌زخمی (فیلم ۱۹۸۳) (۱۹۸۳)
- قرار ملاقات دو ناشناس (۱۹۸۴)
- زنان آمازون در ماه (۱۹۸۷)
- عشق در پاریس (۱۹۹۷)